# Nome in codice: Broken Arrow
Nome in codice: Broken Arrow (Broken Arrow) è un film del 1996 diretto da John Woo ed interpretato da John Travolta e Christian Slater.

## Trama
Il maggiore Vic "Deak" Deakins e il capitano Riley Hale, piloti dell'United States Air Force, stanno pilotando un bombardiere stealth con bombe nucleari B83 in un'esercitazione segreta. Dopo essere sfuggito al radar dell'Air Force, Deakins attacca improvvisamente Hale e lo espelle dall'aereo con il seggiolino eiettabile. Deakins rilascia le bombe senza attivarle e poi riferisce che Hale si è ribellato. Si espelle, lasciando l'aereo a schiantarsi in un parco nazionale nello Utah.
Una squadra dell'USAF guidata dal sergente capo Rhodes viene inviata per trovare le testate mancanti, dichiarata come una situazione di " Freccia spezzata ". La squadra individua le testate in un canyon, ma cade in un'imboscata da parte dei mercenari. Rhodes cerca di disattivare le testate, ma viene ucciso dall'altro sopravvissuto della squadra di ricerca, il sergente Kelly, che è una talpa per Deakins. Deakins arriva con Pritchett, il finanziere dei mercenari. Hanno intenzione di ricattare il governo degli Stati Uniti con la minaccia di far esplodere la testata in una zona popolata.
Hale viene arrestato dal ranger del parco Terry Carmichael. La convince ad aiutarlo a rintracciare Deakins. I mercenari di Deakins requisiscono un elicottero di ricerca e salvataggio per uccidere Hale, ma Hale e Carmichael riescono ad abbatterlo. La perdita dell'elicottero costringe gli uomini di Deakins a proseguire con l'Humvee .
Hale e Carmichael sequestrano l'Humvee che trasportava le testate, fuggendo in una vicina miniera di rame abbandonata. Hale inizia a disabilitarne uno, ma Deakins rivela via radio di averlo programmato in modo che i tentativi di Hale di disarmarlo causino l'attivazione della bomba. Hale e Carmichael portano la testata armata lungo il pozzo, dove la miniera è abbastanza profonda da contenere l'esplosione nucleare. La squadra di Deakins arriva e si assicura la seconda testata. Dopo uno scontro a fuoco nelle profondità della miniera, Deakins accorcia il conto alla rovescia della testata armata lasciando Hale e Carmichael intrappolati.
Fuggono attraverso un fiume sotterraneo poco prima che la bomba esploda. L'impulso elettromagnetico nucleare risultante causa la caduta un elicottero NEST in avvicinamento , consentendo a Deakins di scappare. Deakins poi uccide Pritchett, essendosi stancato delle sue lamentele e per essersi allontanato dal piano. Carmichael e Hale seguono i mercenari su un motoscafo utilizzato per trasportare la testata lungo il fiume. Durante il tentativo di rubare la barca, Carmichael è costretta a nascondersi a bordo, mentre le forze militari salvano Hale.
Hale deduce che Deakins intende utilizzare un treno per trasportare la testata. Il colonnello Max Wilkins disobbedisce agli ordini di aiutare Hale. Nascosto sul treno, Carmichael cerca di sabotare la testata, ma viene catturato da Deakins, che arma la bomba. Raggiungendo un elicottero, Hale salva Carmichael prima che Deakins possa buttarla giù dal treno. Segue uno scontro a fuoco, che uccide Wilkins e provoca lo schianto dell'elicottero e la maggior parte dei mercenari muore in seguito.
Deakins ha preparato un telecomando che può disarmare o far esplodere la testata e si prepara a partire con il suo elicottero per la fuga. Hale sabota la pompa del carburante dell'elicottero, facendolo esplodere e lasciando Deakins e Kelly bloccati con la bomba a orologeria. Con il suo piano che va in pezzi, Deakins decide di abbreviare il conto alla rovescia per ripicca. Kelly ordina a Deakins sotto la minaccia di una pistola di disarmare l'arma. Hale si avvicina di soppiatto a loro durante i loro battibecchi e caccia Kelly fuori dal vagone merci uccidendolo prima di impegnarsi in uno scontro a fuoco con Deakins.
Carmichael stacca la sezione del treno con la bomba, ma ingaggia una sparatoria con il macchinista che viene ucciso e cade sui freni del treno, permettendo ai vagoni merci staccati di raggiungerlo. Deakins ha ancora il detonatore remoto, quindi costringe Hale a gettare la pistola e lo sfida a combattere. Hale alla fine vince Deakins, acquisisce il detonatore remoto, disarma la testata e salta fuori dal treno. Anche Carmichael salta dal treno prima che i vagoni merci staccati lo raggiungano e si scontrino. La testata sfrecciante vola attraverso di lui in una pila di barili di petrolio, facendo deragliare il treno e facendo esplodere i barili, uccidendo Deakins.
Dopo l'esplosione, Hale e Carmichael si abbracciano e si presentano formalmente per la prima volta.